# Bill Stevenson

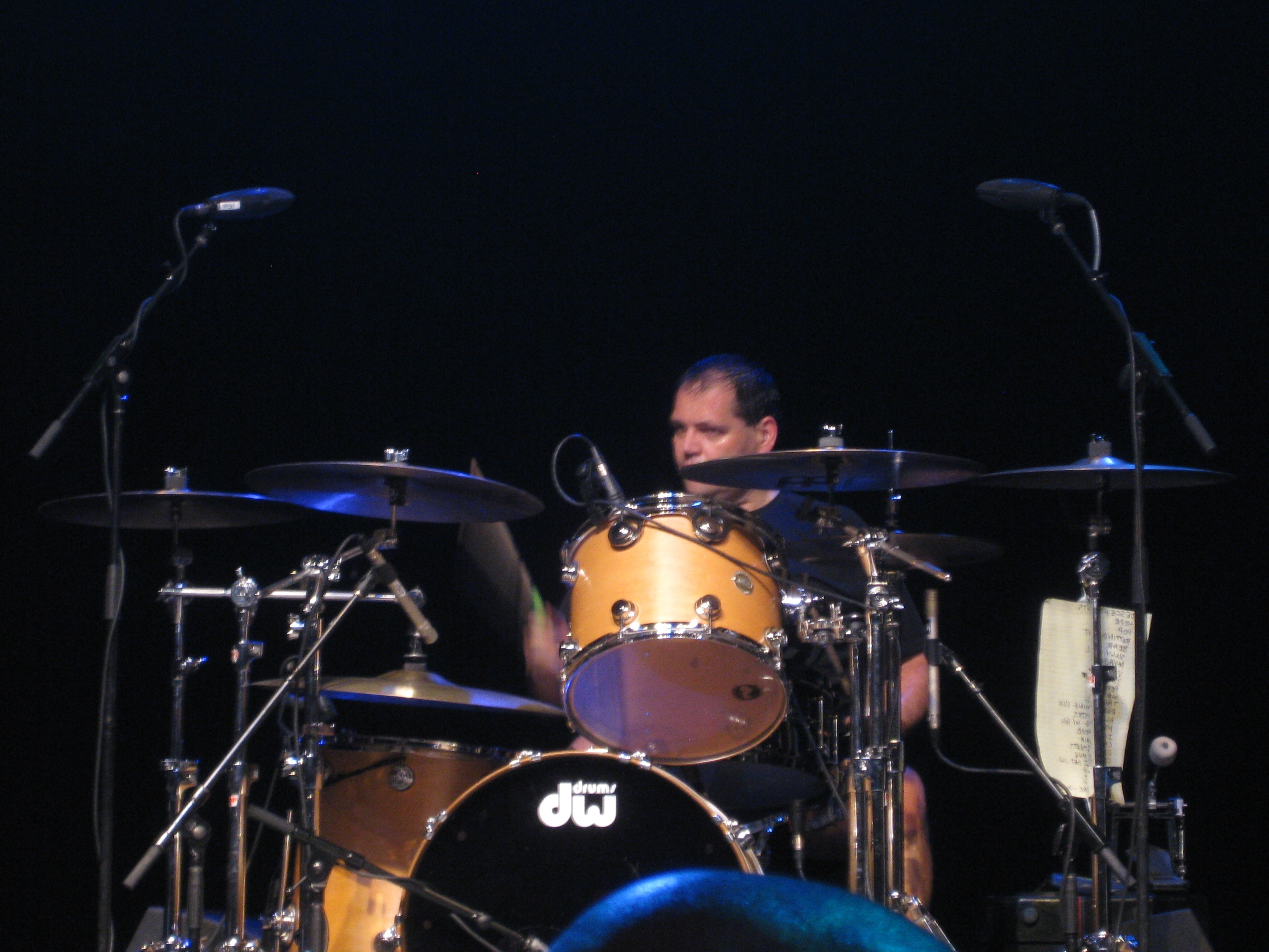
Am Schlagzeug der Descendents 2011

John William „Bill“ Stevenson (* 10. September 1963 in Torrance, Kalifornien) ist ein US-amerikanischer Musiker und Musikproduzent. Er ist Drummer und Songwriter der Punkband Descendents.
Im Dezember 1981 spielte er ein paar Shows mit Black Flag, weil deren Drummer ROBO in England nach einer Tour inhaftiert wurde. Nach diversen Auftritten und Alben mit Black Flag bis 1985 widmete er sich danach wieder den Descendents und spielte mit ihnen, bis Milo Aukerman 1987 die Band verließ, um aufs College zu gehen.
Nachdem Milo Aukerman die Band verlassen hatte, formierte Stevenson mit den restlichen Descendents die Band ALL, bei der Aukermann zunächst durch den Sänger Dave Smalley von Dag Nasty ersetzt wurde.
Die Descendents vereinigten sich Mitte der 1990er-Jahre wieder und nahmen seitdem die Alben Everythings Sucks (1996) und Cool To Be You (2004) auf. Seit 2003 ist er außerdem in der Band Only Crime aktiv.
Bill Stevenson betreibt heute das Studio O&O Recordings in Fort Collins. Schon zu Black-Flag-Zeiten war Stevenson in die Produktion einiger Alben involviert. Später arbeitete er auch für andere Bands, etwa Rise Against, As I Lay Dying und Good Riddance.
Der Rolling Stone listete Stevenson 2016 auf Rang 89 der 100 größten Schlagzeuger aller Zeiten.